# لويزا يوجينة نافاس
لويزا يوجينة نافاس (بالإسبانية: Luisa Eugenia Navas) هي عالمة نبات تشيلية، (ولدت في تشيلان في تشيلي 1920 – 2020 م).